# Puerto de Las Muñecas
El puerto de Las Muñecas es un puerto de montaña situado en el límite entre las comunidades autónomas de Cantabria y País Vasco (España), de 372 metros de altitud. Está situado en la divisoria de la cuenca hidrográfica del río Mioño, también llamado río Cabrera, y el río Barabadún; y es límite municipal entre Castro-Urdiales y Sopuerta. Se sitúa en un collado entre las cumbres de Zárzaga (462 m) al este, y El Ilso (448 m) al oeste.
Su ascenso se realiza a través de la carretera autonómica de Cantabria CA-250, que atraviesa el núcleo Otañes siguiendo el valle del arroyo de Rocalzada o de los Vados, afluente del río Mioño, hasta el límite autonómico situado en el punto más alto. A partir de ahí, se continúa por la carretera foral de Vizcaya BI-3601 hasta Sopuerta por la vaguada del arroyo Carrizo.
La ascensión desde Otañes, situado al norte, tiene una longitud de 5 kilómetros y desde Sopuerta, al sur del puerto, son 4 kilómetros de ascenso, aproximadamente.